# Бурсацький узвіз
Бурсацький узвіз — один з найвідоміших узвозів міста Харкова. Розташовується в центрі міста, адміністративно — у Шевченківському районі. Назву отримав від бурси (Харківської духовної семінарії), що діяла в нинішній будівлі академії культури.
Розташований між двома станціями метро — «Історичний музей» та «Центральний ринок».
Протяжність узвозу становить 0,59 км. Узвіз слідує від Майдану Конституції до річки Лопань, пролягає від розвилки Римарської та Університетської вулиць до перехрестя Клочківської та Піскунівської вулиць.

## Історія
Заснований одночасно з фортецею. Перше найменування невідомо. Свою назву отримав в зв'язку з відкриттям тут в 1726 р. бурси при Харківському колегіумі. Спочатку вважався провулком, в такій якості фігурує в списках 1869—1914 рр. У 1860-х—1880-х роках Бурсацький узвіз називали також Семінарською гіркою. З 3 листопада 1922 року по 2 жовтня 1945 року називався спуском 12-го листопада (день видання Декрету НКВД РРФСР «Про робочу міліцію» від 28 жовтня (10 листопада за новим стилем) 1917 року). Рішенням Міськуправи від 7 вересня 1942 року в роки німецької окупації (1942—1943 рр.) спуску поверталося історичну назву. Після війни спуск вирішено було йменувати за історичною назвою.
Узвіз крутий — його крутизна перевищує десять градусів. Паралельно Бурсацькому узвозу на відстані 300 метрів від нього на південь слідує аналогічний Соборний узвіз.
У 1830-х роках узвіз став однією з важливих магістралей, які пов'язували Нагірну та Залопанську частини міста. Однак міська дума довгий час не приділяла уваги благоустрою узвозу, і місцевим жителям доводилося самотужки ремонтувати розбиту дорогу. Тільки лише в 1864—1866 роках спланували узвіз. По ньому та мосту через Лопань встановили найкоротше сполучення з одним з найбільших ринків — Благовіщенським (нині Центральним). На узвозі звели невеликі приватні кам'яниці, а вулицю стали озеленювати. У 1893—1897 роках узвіз почали озеленювати, забудовувати і створили навіть сквер.
23 серпня 2017 року, на початку узвозу, біля виходу зі станції метрополітену «Історичний музей» урочисто відкрито 7-ми метровий пам'ятник видатному козацькому керманичу, кошовому отаману Запорозької Січі Івану Сірку, який був полковником Харківського слобідського козацького полку у 1664—1665 та 1667 роках.

## Будинки
- Буд. № 2 — колишня Єврейська молільня кінця XIX — початку XX ст.
- Буд. № 4 — Будівля колишньої бурси. Будівлю бурси було побудовано у 1773 році. Вона являло собою великий кам'яний одноповерховий будинок, в якому перебували класні кімнати і жили бурсаки, переважно діти-сироти. У 1825 році будівлю значно розширили (за участю архітектора Є. О. Васильєва), а у 1885 повністю перебудували. (архітектори В. С. Покровський та К. О. Толкунов). Будинок триповерховий в центральній частині і двоповерховий на флангах, розміщений на крутому рельєфі. Фасад оформлений в дусі так званого російсько-візантійського стилю, який насаджували директивно в другій половині XIX століття. У 1918 році, в будівлі колишньої бурси знаходився підпільний Харківський губернський революційний комітет. У 1925 році, як факультет політичної освіти при Харківському інституті народної освіти (теперішній Харківський національний університет), був заснований Харківський державний інститут культури (сучасна Харківська державна академія культури)[4].

## У художній літературі
Бурсацький узвіз 

Він від ділянки в річку прямо до базару брудного йде. 

Ах, треба провулок той давно назвати «Бурсацькою ямою»...

Його так часто від дощів водою сильно розмивало,

 що масу на нього рублів управа наша витратила.

Щоб суму ту повернути більшу, необхідно тут відкрити

зимою гірку крижану і весь дохід вжити

 на те, щоб цей узвіз виправити і від води його позбавити.— Іванов Василь (Шпилька), «Путівник по Харкову», 1890